# 신디케이
신디케이(중국어: 冼迪琦, 병음: Sin2 Dik6 Kei4, 영어: Kitty Sin, 1999년 2월 13일 ~ ), 또는 셴디치는 홍콩의 아이돌 가수이다. 현재 타이완의 걸 그룹 AKB48 Team TP의 일원으로 활동 중이며, 소속 팀은 Unit Daisy이다. 어릴 시절에 홍콩에서 아역 배우로 활동한 이력을 갖고 있으며, 셰계롱꽁학교 라우옹빠중학교(世界龍岡學校劉皇發中學)를 졸업하였다.

## 내력
2020년 12월 4일, 유닛 그룹 밴드 아이돌 The Puzzle5의 일원이 되었다. 포지션은 드럼이며, 상징색은 「토마토 레드」 (番茄紅)이다.  

## 음악 작품

### AKB48 Team TP 싱글
| #   | 음반                                   | 참가 곡                            | 명의 | MV | 각주                            |
| 1st | 《용감하게 앞으로》 (勇往直前)         | 용감하게 앞으로 (勇往直前)         |      | ★  | 개인 사정으로 인해 MV 촬영 불가 |
| 1st | 《용감하게 앞으로》 (勇往直前)         | 벚꽃잎 (櫻花瓣)                    |      | ★  | 개인 사정으로 인해 MV 촬영 불가 |
| 2nd | 《TTP Festival》                       | TTP Festival                       |      | ★  |                                 |
| 3rd | 《석양을 보고 있니?》 (看見夕陽了嗎？) | 석양을 보고 있니? (看見夕陽了嗎？) |      | ★  |                                 |
| 4th | 《우호우호호》 (嗚吼嗚吼吼)            | 우호우호호 (嗚吼嗚吼吼)            |      | ★  |                                 |

### The Puzzle5 싱글
| #   | 음반                      | 참가 곡                             | MV | 각주       |
| 1st | 《Majisuka Rock n' roll》 | Majisuka Rock n' roll               | ★  |            |
| 1st | 《Majisuka Rock n' roll》 | 365일의 종이 비행기 (365天的紙飛機) |    |            |
| 1st | 《Majisuka Rock n' roll》 | 사랑하는 포춘쿠키 (戀愛幸運餅乾)    |    |            |
| 1st | 《Majisuka Rock n' roll》 | 날개는 필요 없어 (無關翅膀)         |    | feat. KOHA |